# Шиллер, Филипп
Фи́липп «Фил» Ши́ллер (англ. Philip W. Schiller; род. 8 июня 1960) — американский топ-менеджер. Бывший старший вице-президент по маркетингу (CMO) корпорации Apple, с октября 2020 года занимает почётную должность Apple Fellow. Является видной фигурой в компании, часто появлялся на презентациях новых продуктов и сервисов компании.

## Образование
Филипп в 1982 получил степень бакалавра биологии в Бостонском колледже.

## Карьера
Поначалу Шиллер работал программистом и аналитиком, но затем он нашёл себя в маркетинге.
До компании Apple местом его работы были: Massachusetts General Hospital (программист и системный аналитик); Nolan, Norton & Company из Лексингтона (менеджера по информационным технологиям); FirePower Systems, Inc. (заведующий отделом маркетинга); и Macromedia (вице-президент по маркетингу)
В маркетинговую службу Apple он пришёл в 1987 году, в 27 лет.
В топ-менеджмент компании Apple Шиллер вошёл в 1997 году, когда генеральным директором (CEO) стал Стив Джобс.
В Apple Шиллер сыграл важную роль в создании и дальнейшем продвижении таких знаковых для компании продуктов, как iMac, iBook, PowerBook G4, iPod, Mac OS X и др.
Вместе со Стивом Джобсом Шиллер часто представлял публике различные новые разработки компании, в том числе iPhone и iPad. В частности, когда Джобс по состоянию здоровья на некоторое время покинул своё рабочее место, Шиллер, вместе с другими сотрудниками компании, взял на себя роль ведущего на презентациях. Шиллер проводил, например, Macworld в 2009 году, где Apple появилась в последний раз в своей истории (теперь выставка проводится без неё).
После смерти Джобса и прихода на его место нового руководителя — Тима Кука, на официальных мероприятиях по-прежнему часто можно было увидеть Шиллера.
Общий стаж работы Шиллера в сфере маркетинга и менеджмента составляет 40 лет, из которых 33 года он проработал в Apple.
С октября 2020 года, по достижении 60 лет он решил уйти с должности старшего вице-президент по маркетингу, и занял почётную должность Apple Fellow.